# 邵善波
邵善波，GBS，JP（1949年—），中華人民共和國全國政協委員、前香港政府中央政策組首席顧問。
曾任基本法諮詢委員會副秘書長、特區籌委會副秘書長、一國兩制研究中心總裁。

## 生平
邵善波是廣東南海人，生於廣東廣州，1959年插班入讀土瓜灣東莞同鄉會學校上午校小四年級，1962年畢業於香港培道小學，後就讀九龍華仁書院（1962年起入讀，1967年中五），在學時曾參與校報的出版，後赴美升學，1969年入讀美國威斯康辛大學，1972年畢業後升讀美國紐約康乃爾大學研究院，主修工業及勞工關係，完成碩士課程後，在美國辦華文書報社，發行香港、中國的刊物，其中包括當時較突出的左傾思潮雜誌《七十年代》，回港原打算從事出版行業，後被李怡邀請加入《七十年代》（後改名《九十年代》）協助業務發展，不久後因與李怡政治立場分歧而離開。其後創辦了《焦點》時事週刊，當時骨幹成員包括曾景安、何良懋、李玉蓮、陳慧兒、邱誠武等傳媒人，但半年後因營運資金不足而停刊。
原從事出版的邵善波步入政壇，緣於1985年獲當時香港新華社秘書長毛鈞年邀請，擔任基本法諮詢委員會副秘書長。1989年10月基本法諮詢委員會工作完成後，1990年出任新成立的一國兩制研究中心總裁，期間1996至1997年擔任特區籌委會副秘書長，1998年獲香港特區政府頒授銀紫荊星章，其又獲委任為全國政協委員。
2005至2007年，先後到美國哈佛大學甘迺迪學院商業與政府中心出任亞洲項目研究員、及到北京清華大學公共管理學院當高級訪問學者，期間2006年獲政府委任為香港大學校董會成員，及策略發展委員會委員，2007年起出任特區政府中央政策組全職顧問，2012年7月13日起獲委任為中央政策組首席顧問，任期至2017年6月30日。
離開政府後，邵善波於2017年11月20日擔任新範式基金會的執行董事及董事局成員，並於同年12月28日起出任中信改革發展基金會顧問、中國人民大學重陽金融研究院高級研究員。由2018年1月1日起出任清華大學公共管理學院高級訪問學者。

## 政治取態
邵善波一向以政治取態及言論親中而見稱，早在美國辦華文書報社時，已發行香港左傾思潮雜誌《七十年代》，後亦因為與脫離左派的總編輯李怡政治立場分歧而離開該雜誌，1980年代起獲新華社邀請開始參與香港回歸事務，其後一直積極參與中港政治，在大學進行研究及擔任訪問學者期間，研究範疇亦主要關於香港回歸的歷程、香港政治及政制現況及發展、香港與內地的經濟及社會關係等，也曾在不同報章包括《明報》、《星島日報》、《大公報》等撰寫文章或專欄。

## 爭議

### 多次向美國領事透露香港情況
維基解密披露邵善波曾經多次跟美國駐港領事會面，透露香港政府狀況，包括：北京政府對香港政改的底線、香港政府與港澳辦及法改委的閉門會議情況
。新民黨主席葉劉淑儀認為有關做法並不恰當，身為公職人員的邵善波必須遵守官方機密條例，以免洩密。